# Polymixis germana
Polymixis germana is een vlinder uit de familie uilen (Noctuidae). De wetenschappelijke naam is voor het eerst geldig gepubliceerd in 1914 door Rothschild.
De soort komt voor in Europa.